# Piana (Schiff)
Die Piana ist ein 2011 in Dienst gestelltes Fährschiff der französischen Reederei La Méridionale. Sie wird seit 2021 auf der Strecke von Marseille nach Ajaccio eingesetzt.

## Geschichte
Die Piana entstand unter der Baunummer 468 in der Werft von Brodosplit in Split und lief am 24. November 2010 vom Stapel. Die Ablieferung an La Méridionale erfolgte am 13. Dezember 2011. Noch im selben Monat nahm das Schiff den Fährdienst zwischen Marseille und Bastia auf. Die Piana kostete im Bau etwa 150 Millionen US-Dollar und war damit das bis dahin teuerste bei Brodosplit entstandene Schiff.
Die Piana ist das größte Schiff in der Flotte von La Méridionale und wird von der Reederei im Nachtverkehr eingesetzt. Seit 2021 steht das Schiff zwischen Marseille und Ajaccio im Einsatz.
2014 gab die Bauwerft Brodosplit Rahmen einer Ausschreibung von Algerie Ferries ein Angebot ab. Der Entwurf beruht auf der ''Piana''. Gebaut wurde das Schiff, die Badji Mokhtar III, jedoch letztendlich bei Guangzhou Shipyard International in Guangzhou, China.

## Ausstattung
Die Piana verfügt neben diversen Aufenthaltsräumen über zwei Bars, einen Spielbereich für Kinder und ein Kino. Neben dem Hauptspeisesaal Le Piana mit festen Tischzeiten besitzt das Schiff zusätzlich ein Selbstbedienungsrestaurant namens Le Palombaggia.
An Bord der Piana gibt es Kabinen für bis zu 700 Passagiere, die Gesamtzahl an Passagieren beträgt maximal 750. Die Kabinen befinden sich auf Deck 8 und 9 des Schiffes.